# Uramita
Uramita este un municipiu din departamentul Antioquia, Columbia.